# У Гитлера только одно яичко
У Гитлера только одно яичко (англ. Hitler Has Only Got One Ball) также известная как Марш реки Квай (англ. The River Kwai March) — британская песня времён Второй мировой войны, исполненная на мотив популярного «Марша полковника Боги». Песня ставит под сомнение мужественность нацистских лидеров, утверждая, что у них присутствуют различного рода проблемы с яичками. Существует множество версий песни, но наиболее распространённая ссылается на слухи о том, что у Адольфа Гитлера был монорхизм («один шарик»), а также обличает Германа Геринга и Генриха Гиммлера в микроорхидизме («два, но очень маленьких»), а Йозефа Геббельса — в анорхизме («совсем нет яичек»). Согласно популярной в Великобритании версии, отсутствующее яичко Гитлера выставлено в качестве военного трофея в Королевском Альберт-холле.
Автор текста песни неизвестен, хотя некоторые люди выдвигали свою претензию на авторство. Песня впервые появилась среди британских солдат в 1939 году и быстро стала популярной среди военных и гражданских лиц Союзников. Её популярность возросла после выпуска фильма 1957 года «Мост через реку Квай».
Песня была описана учёными как подрыв нацистской пропаганды «мужской фантазии». Предполагая, что нацистские лидеры страдали от деформации яичек, песня символически атакует мужественность и храбрость нацистов. Говоря о физиологической причине их безумия и зла, песня превращает нацистских лидеров из символов силы в объекты жалости. Песня была приведена в качестве примера элемента морального давления, которое использует политическую насмешку для поднятия боевого духа в военное время.

## Текст песни
Самая популярная строфа состоит из следующего четверостишия:
| На русском У Гитлера только одно яичко, У Геринга — два, но очень мелких, У Гиммлера что-то вроде того, А бедный Геббельс совсем лишён их. У Гитлера только одно яичко, А второе — в Альберт-Холле. Его мамаша — жалкая скряга — Отрезала его, когда тот младенцем был. Она бросила его под яблоню, Но оно утонуло в глубоком синем море. А рыбы накрыли стол И съели его с чаем. |  | На английском Hitler has only got one ball, Göring has two but very small, Himmler is rather sim’lar, But poor old Goebbels has no balls at all. Hitler has only got one ball, The other is in the Albert Hall, His mother, the dirty bugger, Chopped it off when Hitler was small. She threw it into the apple tree, the wind blew it into the deep blue sea, Where the fishes got out their dishes, And ate scallops and bollocks for tea. |

Первая строка является отсылкой к широко распространённым слухам о том, что Адольф Гитлер страдал монорхизмом («One ball» (с англ. — «Один шар») означает одно яичко). Во второй и третьей строках аналогичным образом в похожем стиле говорят о шефе Люфтваффе Германе Геринге и шефе СС Генрихе Гиммлере, предполагая, что они страдали микроорхидизмом («Very small» (с англ. — «очень маленькие») яички). В четвёртой строке идёт игра слов. Имя нацистского министра пропаганды Йозефа Геббельса (англ. Joseph Goebbels) произносят неправильно как «Go-balls», что рифмуется с обвинением в анорхизме («no balls», то есть без яичек).